# True Detective
True Detective és una sèrie de televisió emesa pel canal estatunidenc HBO de crim i drama de la qual Nic Pizzolatto és guionista i director. La sèrie està pensada per tenir diverses temporades i cadascuna explicarà les investigacions d'una parella de detectius diferent. La primera temporada la va dirigir Cary Joji Fukunaga i va ser protagonitzada pels actors Matthew McConaughey, Woody Harrelson, Michelle Monaghan, Michael Potts i Tory Kittles. Va constar de vuit episodis i l'emissió va començar el 12 de gener de 2014 i va acabar el 9 de març. Va tenir una bona acollida per part dels espectadors i de crítics de televisió tant als EUA com a Europa, i va guanyar quatre premis Emmy. L'estrena del primer capítol de la segona temporada -també de vuit episodis- va tenir lloc el 21 de juny de 2015.

## Argument
Cada temporada de la sèrie s'estructura com una narrativa independent, utilitzant nous personatges i escenaris i temps d'ambientació diferents.
Primera temporada
En la primera temporada, es narra el lapse de 17 anys en què dos detectius de Louisiana, Rust Cohle y Martin Hart, expliquen des del seu punt de vista i amb salts en el temps, la persecució d'un assassí en sèrie. Els dos antics detectius expliquen el cas que investigaven el 1995 a través d'interrogatoris fets en una comissaria, el 2012, el temps actual de la història i moment en què es reobre l'extravagant i fosc cas.
Segona temporada
L'oficial de la Patrulla de Carreteres de Califòrnia Paul Woodrugh descobreix el cadàver d'un administrador de la ciutat que estava involucrat en un important acord de compra-venda de terres. Atesa la naturalesa jurisdiccional ambigua de l'escena del crim, dos agents més, el detectiu Vinci Raymond Velcoro del departament de policia i l'oficial Antigone "Ani" Bezzerides de l'oficina del xèrif del comtat de Ventura, juntament amb Woodrugh, són assignats per investigar l'assassinat. El crim aviat implica Frank Semyon, un criminal de carrera que va estar involucrat en l'acord de compra-venda de terres. Els tres detectius, més en Semyon, s'adonen ràpidament d'una conspiració més gran que implica vincles entre la víctima i casos de corrupció a la ciutat de Vinci.
Tercera temporada
La història té lloc a la zona dels Ozarks durant tres períodes diferents de temps. El 1980, els detectius Wayne Hays i Roland West investiguen un crim macabre que implica dos nens desapareguts. El 1990, Hays i West són citats després d'una ruptura important en el cas. El 2015, un productor de documentals sobre crims reals li demana a un Hays ja jubilat que mirés enrere el cas no resolt.
Quarta temporada
Al poble d'Ennis, Alaska, vuit homes que treballen a l'Estació de Recerca de l'Àrtic de Tsalal desapareixen de sobte sense deixar rastre. Les detectius Liz Danvers i Evangeline Navarro uneixen esforços per investigar aquesta desaparició ja que l'únic indici apunta a un cas d'assassinat no resolt de fa uns anys enrere.

## Producció
L'abril de 2012, HBO va comprar la sèrie de 8 capítols creada i guionada per Nic Pizzolatto. La direcció és a càrrec de Cary Joji Fukunaga; tots dos en són els productors executius. El títol de la sèrie és una referència irònica al gènere "True Detective" del "pulp fiction" (gènere literari popular o sensacionalista considerat generalment de baixa qualitat, i que sovint s'imprimia en paper rugós i de baix preu). El terme "True Detective" es va fer famós sobretot gràcies a la revista que duia el mateix nom a mitjan segle xx. La primera temporada transcorre al llarg de la costa del sud de Louisiana, localització on, de fet, es va filmar la ficció televisiva.

## Llista de personatges
Principals
- Matthew McConaughey com a detectiu Rustin "Rust" Cohle
- Woody Harrelson com a detectiu Martin Eric "Marty" Hart
- Michelle Monaghan com a Maggie Hart
- Michael Potts com a detectiu Maynard Gilbough
- Tory Kittles com a detectiu Thomas Papania

Secundaris
- JD Evermore com a detectiu Bobby Lutz
- Dana Gourrier as Cathleen
- Joe Chrest com a detectiu Chris Demma
- Dane Rhodes com a detectiu Favre
- Madison Wolfe com a Audrey Hart
- Kevin Dunn com a Major Ken Quesada
- Alexandra Daddario com a Lisa Tragnetti
- Anthony Molina com a detectiu
- Tess Harper com a Mrs. Kelly
- Meghan Wolfe com a Macie Hart
- Don Yesso com a Comandant Speece
- Jackson Beals com a detectiu Mark Daughtry
- Jim Klock com a detectiu Ted Bertrand
- Garrett Kruithof com a detective Jimmy Dufrene
- Michael Harney com a Sheriff Steve Geraci
- Elizabeth Reaser com a Laurie Perkins
- Brad Carter com a Charlie Lange
- Lili Simmons com a Beth
- Jay O. Sanders com a Billy Lee Tuttle
- Shea Whigham com a Joel Theriot
- Christopher Berry com a Danny Fontenot and Guy Francis
- Alyshia Ochse com a Lucy
- Glenn Fleshler com a Errol Childress
- Charles Halford as Reggie Ledoux
- Joseph Sikora as Ginger
- Erin Moriarty as Audrey Hart
- Brighton Sharbino as Macie Hart
- Paul Ben-Victor as Major Leroy Salter

## Episodis
| Temporada | Temporada | Episodis | Emissió a HBO       | Emissió a HBO        | Audiència (en milions) |
| Temporada | Temporada | Episodis | Inici               | Final                | Audiència (en milions) |
| --------- | --------- | -------- | ------------------- | -------------------- | ---------------------- |
|           | 1         | 8        | 12 de gener de 2014 | 9 de març de 2014    | 2,33                   |
|           | 2         | 8        | 21 de juny de 2015  | 9 d'agost de 2015    | 2,61                   |
|           | 3         | 8        | 13 de gener de 2019 | 24 de febrer de 2019 | 1,25                   |
|           | 4         | 6        | 14 de gener de 2024 | 18 de febrer de 2024 | 0,654                  |